# Chiến tranh Silesia lần thứ ba
Chiến tranh Silesian lần thứ ba (tiếng Đức: Dritte Schlesischer Krieg) là một cuộc xung đột giữa Phổ và Áo (cùng với các đồng minh) kéo dài từ 1756 đến 1763, khẳng định sự kiểm soát của Phổ đối với khu vực Silesia. Chiến tranh được chiến đấu chủ yếu ở Silesia, Bohemia và Upper Sachsen và tạo thành một nhà hát của Chiến tranh Bảy năm. Đó là lần cuối cùng trong một loạt ba cuộc Chiến tranh Silesian giữa Áo của Frederick Đại đế và Áo của Maria Theresa vào giữa những năm 1700, cả ba cuộc chiến đều kết thúc trong sự kiểm soát của Silesia ở Phổ.
Xung đột này có thể được xem là sự tiếp nối của Chiến tranh Silesian thứ nhất và thứ hai của thập kỷ trước. Sau khi Hiệp ước Aix-la-Chapelle (1748) kết thúc Chiến tranh kế vị Áo, Áo đã ban hành những cải cách rộng rãi và ủng hộ chính sách ngoại giao truyền thống của mình để chuẩn bị cho cuộc chiến tranh mới với nước Phổ. Như với các cuộc chiến Silesian trước đây, không có sự kiện kích hoạt cụ thể nào khởi xướng cuộc xung đột; đúng hơn, Phổ đã tấn công cơ hội để phá vỡ kế hoạch của kẻ thù. Chi phí máu và kho báu của cuộc chiến là cao ở cả hai phía, và nó đã kết thúc một cách không thống nhất khi cả hai bên tham chiến chính không thể duy trì cuộc xung đột nữa.
Cuộc chiến bắt đầu với một cuộc xâm lược của Phổ vào Sachsen vào giữa năm 1756, và nó đã kết thúc trong một chiến thắng của Phổ với Hiệp ước Hubertusburg năm 1763, khẳng định sự kiểm soát của Phổ đối với Silesia. Hiệp ước không dẫn đến thay đổi lãnh thổ, nhưng Áo đã đồng ý công nhận chủ quyền của Phổ ở Silesia để đổi lấy sự ủng hộ của Phổ cho việc bầu con trai của Maria Theresa, Archduke Joseph, làm Hoàng đế La Mã thần thánh. Cuộc xung đột hình thành một phần của cuộc cạnh tranh Áo Phổ đang diễn ra sẽ định hình chính trị Đức trong hơn một thế kỷ. Chiến tranh đã nâng cao đáng kể uy tín của nước Phổ, nơi giành được sự công nhận chung là một cường quốc châu Âu và của vua Frederick, người đã củng cố danh tiếng của ông như một thiên tài quân sự.